# МАССОЛІТ
МАССОЛІТ — вигадане літературне об'єднання із роману М. Булгакова «Майстер і Маргарита».
Цю абревіатуру можна розшифрувати як «Майстри соціалістичної літератури».
У 1920—1930-х рр. в СРСР існувала безліч творчих об'єднань, відомих не під своїми повними, а під скороченими назвами-абревіятурами: РАПП, МАСТКОМДРАМ, ЛЕФ, ВОАПП, РАМП, МАПП, СВОМАС, УНОВИС тощо. Найвірогіднішим прототипом вигаданої Булгаковим асоціації може бути саме РАПП ("Российская ассоциация пролетарских писателей"), яка обстоювала засаду партійності літератури та зазіхала на адміністративне керівництво цілим процесом письменства, або створена замість усіх літературних об'єднань 1932 р. єдина Спілка радянських письменників (Союз советских писателей — ССП). Крім ідеологічної асоціації виконували одну дуже важливу на той час соціальну функцію: вони правили за офіційне місце працевлаштування творчих працівників. Позбавлення членства у такій асоціації означало для митця бути викинутим на вулицю та потрапити до кримінально караної групи дармоїдів («тунеядцев»). Безробіття в СРСР не існувало, але влаштуватися деінде по вигнанні з творчої спілки було вкрай тяжко.